# Olaflur
Olaflur (INN), též aminfluorid 297, systematický název {3-[oktadecyl(2-hydroxyethyl)aminio]propyl}bis(2-hydroxyethyl)aminiumdifluorid, je organická sloučenina ze třídy aminfluoridů. Používá se v mnoha zubních pastách, ústních vodách, zubních nitích a dalších přípravcích určených pro ústní hygienu.

## Použití
Olaflur se od roku 1966 používá k profylaxi zubního kazu a parodontózy. Postačující jsou (přepočteno na fluorid) koncentrace od 500 ppm u zubních past pro děti a 1 250 ppm u past pro dospělé. doporučená denní dávka (DDD) olafluru přepočítaná na fluorid je 1,1 mg.

## Toxikologické informace
Jako každá jiná látka jsou i fluoridy při špatném dávkování toxické. Při dlouhodobém předávkování se ukládá v kostech a snižuje jejich kvalitu. Předávkování v prvních letech života, než se vyvine trvalý chrup, může vést k zubní fluoróze, tvorbě barevných skvrn na zubech a zeslabení zubní skloviny.